# Госпитальная улица (Зеленогорск)
Госпита́льная у́лица — улица в городе Зеленогорске Курортного района Санкт-Петербурга. Проходит от проспекта Красных Командиров до Выборгской улицы (фактически до дома 19 по Торфяной улицы).
Первоначальное финское название — Nauutilankatu. Оно появилось в Териоках в 1920-х годах и происходит от мужского имени Нуутин. Тогда улица проходила от нынешних проспекта Красных Командиров до Торфяной улицы (между современными домами 19, литера А, и 19, литера Б, по Торфяной).
Госпитальной улица стала после войны.[когда?]

 Новое название связано с тем, что поблизости (на проспекте Красных Командиров, 45) находился военный госпиталь (ныне поликлиника № 69).
20 июля 2010 года участок у Торфяной улицы был упразднен, поскольку вошел в границы земельного участка АО «Курорт-энерго» и сейчас закрыт для прохода и проезда. Тогда же улицу продлили до Выборгской улицы, однако этот новый участок пока не построен.

## Перекрёсток
- Проспект Красных Командиров
- 2-й Торфяной переулок